# Metavermilia nates
Metavermilia nates är en ringmaskart som beskrevs av Zibrowius 1971. Metavermilia nates ingår i släktet Metavermilia och familjen Serpulidae. Inga underarter finns listade i Catalogue of Life.